# Мелењано
Мелењано (итал. Melegnano) је насеље у Италији у округу Милано, региону Ломбардија.
Према процени из 2011. у насељу је живело 16707 становника. Насеље се налази на надморској висини од 96 м.

## Становништво
Према резултатима пописа становништва 2011. у општини је живело 16.774 становника.
| 1931. | 1936. | 1951.  | 1961.  | 1971.  | 1981.  | 1991.  | 2001.  | 2011.  |
| ----- | ----- | ------ | ------ | ------ | ------ | ------ | ------ | ------ |
| 8.897 | 9.609 | 11.170 | 13.247 | 18.965 | 18.495 | 16.256 | 15.761 | 16.774 |

## Партнерски градови
- Бичке